# Invicta Ground
Der Invicta Ground war ein Fußballstadion und ehemalige Heimstätte von Royal Arsenal, das heute bekannt ist als FC Arsenal. Es befand sich im Londoner Stadtteil Plumstead, im Südosten der britischen Hauptstadt gelegen.
Das Stadion wurde nach Invicta („die Unbesiegte“), dem damaligen Leitspruch der Grafschaft Kent, benannt, der das Grundstück damals gehörte. Der Platz war das erste richtige Stadion des FC Arsenal. Der Sportplatz war ausgestattet mit einer Tribüne, einer Terrassenreihe und Umkleidekabinen, was eine deutliche Verbesserung gegenüber dem alten Stadion Manor Ground darstellte. Das Stadion befand sich südlich der Plumstead High Street.
Als Royal Arsenal am Invicta Ground Spiele auszutragen begann, war der Klub noch ein reiner Amateurverein, dem bei seinen Heimspielen rund 1.000 Zuschauer beiwohnten. Als der Verein den Profispielbetrieb aufnahm, kamen bis zu 12.000 Zuschauer zum Invicta Ground. In der ersten Saison 1893/94 trat Arsenal erstmals in der Football League an (zunächst in der zweitklassigen Second Division) und dafür war als Spielstätte der Invicta Ground vorgesehen. Aufgrund erhöhter Stadienkosten verabschiedete sich Woolwich Arsenal jedoch vorzeitig von diesem Plan und bezog stattdessen den Manor Ground, nachdem der Grundstückspreis für dieses Stadion dort verbilligt worden war. Nach Umbaußnahmen am Manor Ground sollte die Ausstattung anschließend annähernd so gut sein wie im Invicta Ground. 
Nach dem Umzug von Royal Arsenal, wurde nur noch der Amateurklub FC Royal Ordnance Factories bis 1894 kurzfristig neuer Mieter des Invicta Ground. Das Grundstück wurde anschließend für Hausbauten freigegeben. Heutzutage befinden sich die Mineral Street und die Hector Street an dem Ort des ehemaligen Invicta Ground. In der Nähe einiger Anwohneranlagen der Hector Street können noch heute Überbleibsel des ehemaligen Invicta Ground (beispielsweise Betonreste) entdeckt werden.